# 21540 Itthipanyanan
21540 Itthipanyanan, có tên ký hiệu là 1998QE11, là một tiểu hành tinh vành đai chính được phát hiện vào ngày 17 tháng 8 năm 1998 bởi phòng thí nghiệm Lincoln Trung tâm Nghiên cứu Thiên thạch ở Socorro, New Mexico. 21540 Itthipanyanan có thể quan sát ở vành đai tiểu hành tinh ở vòng ê líp thuộc Sao Hỏa và bên trong Sao Mộc.

## Tên
Thiên thạch được đặt tên theo tên của sinh viên người Thái Lan theo ghi nhận ở Giải thưởng Khoa học và Kỹ thuật Intel.